# George de Mestral
George de Mestral (* Nyon, 19 de juny de 1907 – Commugny, 8 de febrer de 1990) va ser un enginyer elèctric, conegut per inventar el velcro. Va néixer a Nyon, entre Ginebra i Lausanne, a Suïssa.

## Biografia
Quan tenia dotze anys va construir un avió de joguina en fusta que més tard va patentar. Va freqüentar la École polytechnique fédérale de Lausanne. Després d'acabar el curs va començar a treballar a una botiga de màquines d'una empresa d'enginyeria.
En el seu temps lliure li agradava sortir a passejar amb el seu gos pel camp. Va ser aquí on va percebre que les llavors de la planta arctium s'enganxaven constantment a la seva roba i a tomb del gos. Examinant el material a través d'un microscopi va aconseguir distingir diferents filaments entrellaçats acabats en petits ganxos, causant així una gran adherència als teixits.
Malgrat la resistència de la societat a aquesta idea, de Mestral va fundar la seva pròpia companyia i el 1951 va patentar el velcro. Venent-ne 55.000 km per any, es va convertir en multimilionari. Quan el seu pare va morir el 1966, de Mestral va heretar el castell suís de Saint-Saphorin-sud-Morges. El 8 de febrer de 1990 va morir a Commugny, Suïssa.

## Cronologia
- 1919 - Amb 12 anys, registra la seva primera patent, un avió de joguina
- Estudia enginyeria elèctrica en la École polytechnique fédérale de Lausanne
- 1941 - Inventa el Velcro
- 1951 - Registra la patent del "Velcro" a Suïssa
- 1952 - Registra la patent del "Velcro" en altres països